# Магнітний запис

Магнітний запис  — спосіб запису електричних сигналів на шарі оксиду заліза чи іншому магнітному матеріалі, нанесеному на немагнітну основу: тонку пластикову стрічку, алюміній, скло, тощо.

## Принцип запису та відтворення
При записі електричний сигнал від джерела сигналу подається на електромагнітну голівку, яка намагнічує магнітне покриття носія відповідно до частоти й амплітуди підведеного сигналу. Імпульси можуть бути звуковими (звукозапис), візуальними (відеозапис) або нести цифрову інформацію (для комп'ютера).
При відтворенні носій пропускається через ту ж або іншу голівку і остаточна намагніченість магнітного шару носія індукує в голівці електричний сигнал, який далі підсилюється.
Для аналогових сигналів різної частоти (аудіо- або відео- сигналів) сигнал при записі та зчитуванні підлягає спотворенню, яке компенсує нерівномірність амплітудно-частотної характеристики тракту передачі сигналу та носія.

## Історія та сучасний стан
Магнітне зберігання у формі дротового запису — аудіозапису на дроті — було оприлюднено Оберліном Смітом у номері Electrical World за 8 вересня 1888 року.
Роком народження магнітного запису вважається 1898 рік, коли данський фізик Вальдемар Поульсен вперше здійснив магнітний запис звуку на стальну дротину. Свій винахід В. Поульсен назвав телеграфоном через те, що пристрій був призначений для роботи разом з телефоном для виконання функцій, схожих до функцій сучасного автовідповідача.

### Магнітні стрічки

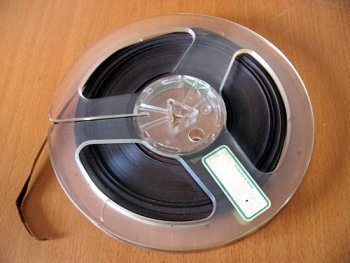
Магнітна стрічка побутового магнітофона

Апарат Поульсена мав малу гучність та великі спотворення сигналу. Магнітний дріт був незручним у використанні: він скручувався, у разі пориву потребував спеціального зварювання. В 1928 році в США був запатентований носій магнітного запису у вигляді гнучкої стрічки на паперовій основі з нанесеним на неї робочим шаром — магнітним порошком. Магнітні стрічки з різною основою (безумовно, сучаснішою, ніж паперова) та магнітним робочим шаром, для якого обирались різного складу магнітні порошки або тонкі магнітні плівки, використовуються досі. Хоча треба сказати, що і тепер носії у вигляді магнітних дротів використовуються у випадках, коли висуваються підвищені експлуатаційні вимоги до механічного та термічного навантаження, наприклад, в «чорних ящиках» літальних апаратів.
Тільки в 1935 році німецька фірма AEG розробила пристрій для запису та відтворення аудіосигналу, який отримав назву магнітофон. Робочий шар магнітофонної стрічки складався із штучно створеного порошку — мікрочастинок окису заліза — Fe2O3. Основа стрічки була вже не паперова, а із діацетилцелюлози. Але почалася Друга світова війна, і тільки в 1948 році фірма Ampex почала промисловий випуск побутових аудіомагнітофонів.
Але, крім звуку, треба було записувати та відтворювати відеоінформацію: післявоєнний період — це час широкого впровадження телевізорів. В 1951 році компанія ЗМ продемонструвала можливість магнітного відеозапису, а в 1956 році фірма Ampex виготовила перший відеомагнітофон.
1963-го року фірма Philips представила компакт-касету з шириною стрічки 3,81 мм (0,15 дюйма).

### Магнітні диски

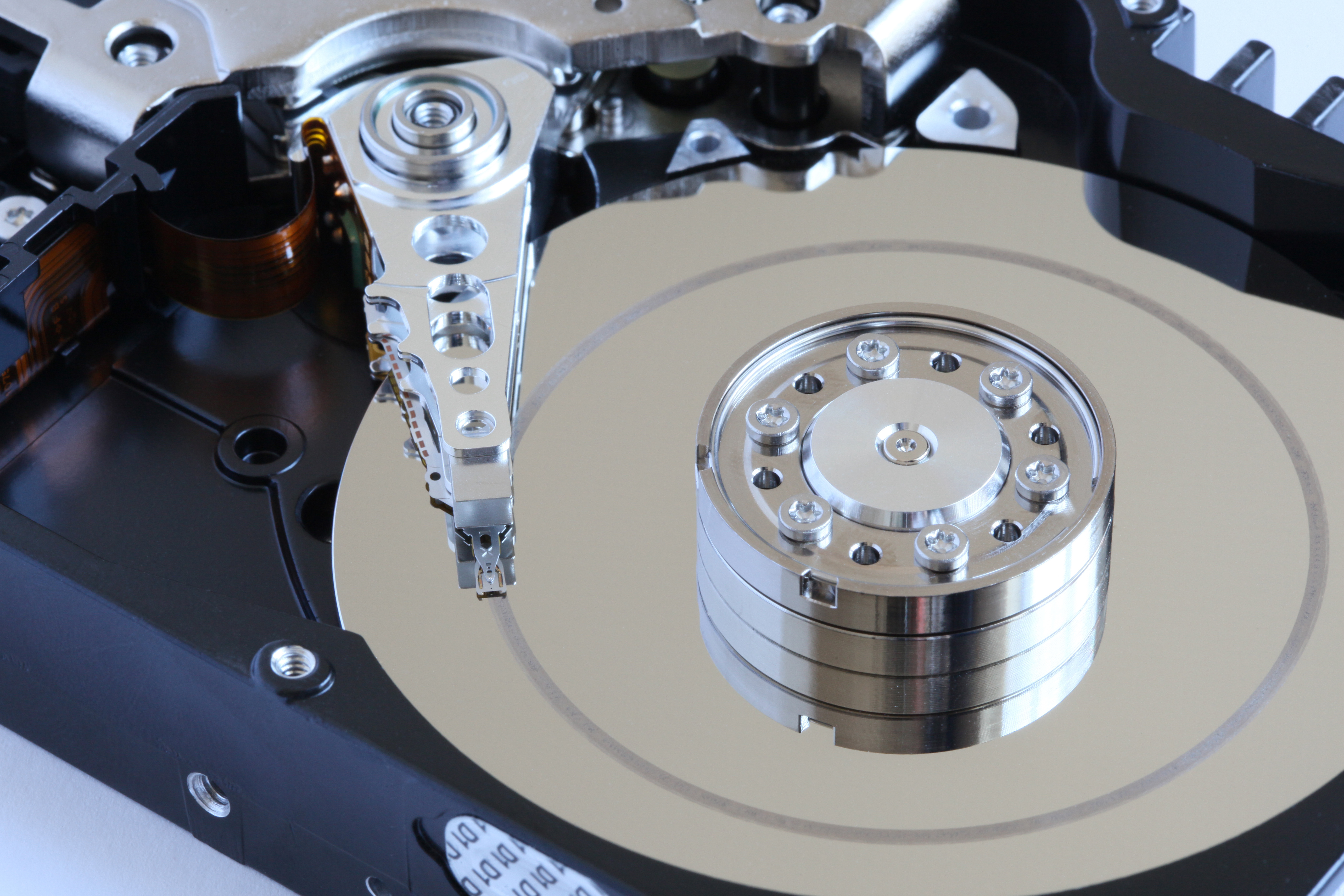
Жорсткий диск з слідом від падіння головки

В тому ж 1956 році фірма IBM використала магнітний запис для обчислювальної техніки — створила пристрій на жорсткому магнітному диску (ЖМД) ємністю 5 Мегабайт. Вага цього пристрою — 1 тонна, вартість — 50 тис. доларів. До речі: якщо вартість 1 Мбайта на першому ЖМД становила 10 тис. доларів, то сучасні ЖМД характеризує вартість 1 Мбайта в 0.04 долара.
1971-го року IBM представила гнучку дискету розміром 8 дюймів і відповідний дисковод, які використовувалися у мейнфреймах IBM як зручне сховище керування з можливістю перезапису і оновлення.
Використання ГМР-ефекту в МГ дозволило досягти рекордного показника щільності запису на ЖМД: 1 Гігабіт на кв. дюйм (155 Мбіт на кв. см) в 1996 році та 4 Гбіт на кв. дюйм в 1999 році. Того ж року фірма IBM випустила на ринок ЖМД типу Вінчестер, в яких за рахунок МГ з ГМР-ефектом вдалось отримати ємність 25 Гбайт. Інформація зберігалася на 5 пластинах, середній час пошуку становив 9 мсек. В умовах лабораторії вдалося отримати щільність запису навіть 10 Гбіт на кв. дюйм, біля 2004 року щільність запису була доведена до 40 Гбіт на кв. дюйм. Це означає, що ємність ЖМД досягла 1000 Гбайт (1 Терабайт).

## Принцип роботи
Етап, який переживає магнітний запис сьогодні, пов'язаний із застосуванням для відтворення замість магнітних головок (МГ) індукційного типу магнітних головок, робота яких заснована на використанні магніторезистивного (МР) та гігантського магніторезистивного (ГМР) ефектів. В чому полягають ці ефекти? МР-ефект спостерігається в багатьох матеріалах і пов'язаний з тим, що електричний опір зразка з такого матеріалу змінюється при розміщенні його в зовнішньому магнітному полі. Такі зразки використовують як датчики магнітного поля і, зокрема, для відтворення інформації з магнітного носія. В останньому випадку кажуть про МГ магніторезистивного типу. Один з найпоширеніших матеріалів, з яких роблять МГ з МР-ефектом, є пермалой (81/19 Fe/Ni).
Суть ГМР-ефекту полягає в тому ж, що і МР-ефекта: в зміні електричного опору під дією магнітного поля. ГМР-ефект спостерігається в магнітних мультишарових структурах, або «магнітних надгратках». Вони складаються із великої кількості (до 60) ультратонких шарів (кожний товщиною d~0.5-1.5 нм) з різними фізичними параметрами, що послідовно чергуються: «магнетик-немагнетик» (наприклад, Fe-Cu), або «магнетик І — магнетик II» (наприклад, Со-Fe) або шари з складнішою варіацією таких параметрів, як легування, товщина тощо. Величина ГМР-ефекту в десятки разів більша, ніж в одношарових магнітних матеріалах того ж складу та при тих же зовнішніх умовах. Так, в багатошаровій структурі Co/Cu при 300 К величина R/RH=0~65 %. В той же час цей параметр для магніторезистивного ефекту в пермалої становить близько 2 %. Тому МГ і з МР-ефектом, і з ГМР-ефектом чутливіші порівняно із своїми попередниками — МГ індукційного типу. Це означає, що МГ нового типу можуть реєструвати слабкі магнітні поля від ділянок сигналограм з тонкою магнітною структурою (малим розміром піта — фізичної області носія інформації, яка несе інформацію про 1 біт).

## Майбутнє
У 2020-тих роках виробляється новий тип магнітної пам'яті, яка називається магніторезистивною пам'яттю з довільним доступом (MRAM — англ. magnetoresistive random-access memory), яка зберігає дані в магнітних бітах на основі ефекту тунельного магнітоопору (TMR). Його перевагою є енергонезалежність, низьке енергоспоживання та хороша стійкість до ударів. Перше покоління, розроблене компанією Everspin Technologies, використовувало запис, викликаний полем. Друге покоління розробляється за допомогою двох підходів: перемикання з підтримкою тепла (TAS), яке зараз розробляється Crocus Technology, і spin-transfer torque (STT), на якому працюють Crocus, Hynix, IBM та кілька інших компаній.

## Інтернет-ресурси
- A History of Magnetic Recording (BBC/H2G2)
- Selected History of Magnetic Recording
- Oberlin Smith and the Invention of Magnetic Sound Recording
- History of Magnetic Recording on the UC San Diego web site (CMRR).
- A Chronology of Magnetic Recording.
- " Science Reporter, ISSN 0036-8512 VOLUME 43 NUMBER 7 JULY 2006 «Magnetic Recording a Revolutionary Technology»